# Taranetzella lyoderma
Taranetzella lyoderma, es una especie de pez actinopeterigio marino, la única del género monotípico Taranetzella de la familia de los zoárcidos.

## Morfología
Con el cuerpo alargado típico de esta familia y una longitud máxima descrita de 15,8 cm.

## Distribución y hábitat
Se distribuye por todo el norte del océano Pacífico. desde Japón al oeste hasta México al este, incluido el mar de Bering. Son peces marinos batipelágicos de comportamiento demersal, que habitan en aguas profundas entre los 500 m y 3000 m de profundidad, aunque se ha comprobado que tolera un amplio rango de profundidades.